# 托馬斯·拉姆
托马斯·拉姆（芬蘭語：Thomas Lam；1993年12月18日—）是一位荷蘭出生的芬蘭足球運動員。在場上的位置是中後衛及防中。現效力於澳洲職業足球聯賽球隊墨爾本城。
2018年8月29日，拉姆與PEC施禾利簽約2年。